# Framfield
Framfield – wieś w Anglii, w hrabstwie East Sussex, w dystrykcie Wealden. Leży 64 km na południe od Londynu. W 2007 miejscowość liczyła 1855 mieszkańców.